# Provincia Castellón
Castellón (în spaniolă Castellon) este o provincie în estul Spaniei, în comunitatea autonomă Valencia. 
Conform recensământului INE din 2005, 11,97% din populația totală a provinciei era de naționalitate străină, colectivitățile cele mai numeroase fiind  cea românească (29.021 , 44,21% din totalul de străini), marocană (10.344, 15,76%) și columbiană (3.849, 5,87%).
Scăldat de apele Mediteranei si înconjurat de livezile de portocali, Castellón este așezat între Barcelona și Valencia, la 290 de km. de capitala Cataluniei și 70 de km. distanță de reședința administrativă a Comunității Valenciene, din care face parte. Orașul are 173.000 de locuitori, iar dacă adaugăm și localitățile din aria metropolitană, ajungem la 300.000 de persoane.

Istoria localitații începe în 1251, când regele Jaime I își dă acordul ca locuitorii așezării de pe dealul din jurul schitului Magdalena să coboare la câmpie și să formeze Castellón de la Plana ( în valenciană "castelló" înseamnă mic castel iar "plana", câmpie). Momentul acesta este marcat în fiecare an, la sărbătorile în cinstea sfintei Magdalena, considerată protectoarea orașului, sărbatori care au loc pe parcursul a zece zile, cu trei saptamâni înaintea Paștelui catolic. În prima duminică de "fiesta" are loc un pelerinaj la schitul Magdalena, localnicii și vizitatorii străbatând pe jos drumul pe care l-au făcut și înaintașii. În Evul Mediu se ridică biserica, devenită catedrală la jumătatea secolului al XV-lea. Orașul devine reședința provinciei în secolul al XIX-lea, atunci când apar primele edificii moderne în Castellon: Spitalul Provincial, Cazino, Parcul Ribalta sau Teatrul Principal.
Gastronomia specifica zonei are la baza orezul, pestele si fructele de mare. "Paella", un preparat culinar pe baza de orez, legume si carne sau fructe de mare este felul de mâncare traditional al regiunii. Varietatea soiurilor de fructe, legume si verderuri permit celor care doresc adoptarea unei diete vegetariene, naturale si sanatoase.
Iubitorii practicarii sportului si miscarii dispun de o gama variata de activitati pe care le pot practica în Castellon. Plajele din imediata apropiere a orasului îmbie la practicarea unor sporturi ca înot, surf sau submarinism.  Muntii din interiorul provinciei îndeamna pe cei care iubesc aerul curat si natura la drumetii si câteva ore de liniste. Numeroasele terenuri de tenis, baschet sau fotbal completeaza oferta pentru practicantii vreunui sport sau ai miscarii în aer liber.
Din portul Castellon, aflat la doar patru kilometri de oras, se pot realiza excursii în insulele Columbretes, declarate Rezervatie Naturala. Insulele se afla la 50 de kilometri în largul Mediteranei si ocupa o suprafata de 0,2 km².

Diviziunile Provinciei Castellon